# Världsmästerskapet i ishockey för damer 2017
Världsmästerskapet i ishockey för damer 2017 var  den 18:e upplagan av turneringen och avgjordes i Plymouth Township, Michigan, USA mellan 31 mars och 7 april beträffande toppdivisionen.
De lägre divisionerna av VM 2017 spelas på andra platser och under andra tidpunkter.
- Division I, grupp A spelades i Graz, Österrike under perioden 15–21 april 2017.
- Division I, grupp B spelades i Katowice, Polen under perioden 8–14 april 2017.
- Division II, grupp A spelades i Gangneung, Sydkorea under perioden 2–8 april 2017.
- Division II, grupp B spelades i Reykjavik, Island under perioden 27 februari–5 mars 2017.
- Division II, B-kval spelades i Taipei, Taiwan under perioden 12–17 december 2016.

## Toppdivisionen
Turneringen spelades i Plymouth Township, Michigan i USA under perioden 31 mars–7 april 2017. Det var länge oklart om USA skulle delta i turneringen eftersom spelarna hotade med bojkott om de inte fick bättre finansiellt stöd från USA:s ishockeyförbund. Några dagar före mästerskapet kom dock spelarna och förbundet överens och laget kom till spel.
När Finland den 1 april vann mot Kanada med 4-3 i gruppspelet var det första gången någonsin som Kanada förlorade en VM-match mot ett annat lag än USA.

### Deltagande lag
| Grupp A - USA – värd - Kanada - Finland - Ryssland | Grupp B - Sverige - Tjeckien - Schweiz - Tyskland – uppflyttat från Division I, grupp A, 2016 |

### Gruppspel[4]

#### Grupp A
| Förklaring              |
| ----------------------- |
| Vidare till semifinal   |
| Vidare till kvartsfinal |

| Lag       | S | V | ÖV | ÖF | F | GM | IM | MS  | P |
| --------- | - | - | -- | -- | - | -- | -- | --- | - |
| USA       | 3 | 3 | 0  | 0  | 0 | 14 | 3  | +11 | 9 |
| Kanada1   | 3 | 1 | 0  | 0  | 2 | 11 | 6  | +5  | 3 |
| Finland1  | 3 | 1 | 0  | 0  | 2 | 8  | 10 | −2  | 3 |
| Ryssland1 | 3 | 1 | 0  | 0  | 2 | 2  | 16 | −14 | 3 |

1 Inbördes möten: 1) Kanada 3 P +7 MS, 2) Finland 3 P 0 MS, 3) Ryssland 3 P –7 MS. 

##### Matchresultat
| 31 mars 2017 16:00 UTC−4 | Finland | 1–2 (0–0, 1–0, 0–2) | Ryssland | USA Hockey Arena 2 |

|  |                       | Matchsummering |                                                              | Åskådare: 146                      |                                    |
|  | Riikka Välilä (26:06) |                | (42:19) Fanuza Kadirova (59:10) (PP1) Jekaterina Smolentseva | Domare: Dina Allen Nicole Hertrich | Domare: Dina Allen Nicole Hertrich |

| 31 mars 2017 19:35 UTC−4 | USA | 2–0 (0–0, 1–0, 1–0) | Kanada | USA Hockey Arena 1 |

|  |                                              | Matchsummering |  | Åskådare: 3 152                  |                                  |
|  | Brianna Decker (37:54) Gisele Marvin (44:49) |                |  | Domare: Gabriella Gran Aina Høve | Domare: Gabriella Gran Aina Høve |

| 1 april 2017 15:35 UTC−4 | Ryssland | 0–7 (0–1, 0–3, 0–3) | USA | USA Hockey Arena 1 |

|  |  | Matchsummering | | Åskådare: 1 919                       |                                       |
|  |  |                | (18:37) Amanda Kessel (32:08) Kendall Coyne (33:04) Jocelyne Lamoureux-Davison (39:37) (PP1) Jocelyne Lamoureux-Davison (49:15) Brianna Decker (59:39) Kendall Coyne (59:53) Brianna Decker | Domare: Anna Eskola Drahomira Fialova | Domare: Anna Eskola Drahomira Fialova |

| 1 april 2017 19:35 UTC−4 | Kanada | 3–4 (1–1, 1–2, 1–1) | Finland | USA Hockey Arena 1 |

|  |                                                                              | Matchsummering |                                                                                                   | Åskådare: 780                          |                                        |
|  | Marie-Philip Poulin (19:08) Blayre Turnbull (24:21) Rebecca Johnston (40:36) |                | (18:42) Sanni Hakala (21:01) (PP1) Petra Nieminen (26:49) Susanna Tapani (58:19) Ronja Savolainen | Domare: Nicole Hertrich Melissa Szkola | Domare: Nicole Hertrich Melissa Szkola |

| 3 april 2017 15:35 UTC−4 | Kanada | 8–0 (4–0, 1–0, 3–0) | Ryssland | USA Hockey Arena 1 |

|  | | Matchsummering |  | Åskådare: 516                         |                                       |
|  | Jennifer Wakefield (14:30) (PP1) Emily Clark (15:33) Jennifer Wakefield (16:51) Natalie Spooner (18:37) Erin Ambrose (31:01) (PP1) Brianne Jenner (44:56) (PP1) Meghan Agosta (46:41) Sarah Potomak (59:19) |                |  | Domare: Nikoleta Celárová Anna Eskola | Domare: Nikoleta Celárová Anna Eskola |

| 3 april 2017 19:35 UTC−4 | USA | 5–3 (1–1, 2–1, 2–1) | Finland | USA Hockey Arena 1 |

|  | | Matchsummering |                                                                           | Åskådare: 1 368                           |                                           |
|  | Hilary Knight (12:21) (PP2) Kendall Coyne (23:33) (PP1) Hilary Knight (35:43) (PP1) Hannah Brandt (52:25) Jocelyne Lamoureux-Davison (59:00) |                | (04:46) Susanna Tapani (39:36) Jenni Hiirikoski (49:04) Michelle Karvinen | Domare: Drahomira Fialova Miyuki Nakayama | Domare: Drahomira Fialova Miyuki Nakayama |

#### Grupp B
| Förklaring               |
| ------------------------ |
| Vidare till kvartsfinal  |
| Till nedlyttningsmatcher |

| Lag      | S | V | ÖV | ÖF | F | GM | IM | MS | P |
| -------- | - | - | -- | -- | - | -- | -- | -- | - |
| Tyskland | 3 | 2 | 0  | 0  | 1 | 7  | 6  | +1 | 6 |
| Sverige  | 3 | 2 | 0  | 0  | 1 | 6  | 5  | +1 | 6 |
| Schweiz  | 3 | 1 | 1  | 0  | 1 | 7  | 5  | +2 | 5 |
| Tjeckien | 3 | 0 | 0  | 1  | 2 | 3  | 7  | −4 | 1 |

##### Matchresultat
| 31 mars 2017 12:00 UTC−4 | Tjeckien | 1–2 (e.str) (0–0, 1–0, 0–1, 0–0, 0–1) | Schweiz | USA Hockey Arena 1 |

|  |                               | Matchsummering |                                                       | Åskådare: 428                          |                                        |
|  | Tereza Vanišová (34:18) (BP1) |                | (56:15) (PP1) Evelina Raselli (65:00) Christine Meier | Domare: Miyuki Nakayama Melissa Szkola | Domare: Miyuki Nakayama Melissa Szkola |

| 31 mars 2017 15:35 UTC−4 | Sverige | 1–3 (0–0, 1–3, 0–0) | Tyskland | USA Hockey Arena 1 |

|  |                        | Matchsummering |                                                                                | Åskådare: 480                               |                                             |
|  | Lisa Johansson (26:11) |                | (22:40) (PP1) Nicola Eisenschmid (38:47) Manuela Anwander (39:08) Andrea Lanzl | Domare: Gabrielle Ariano-Lortie Anna Eskola | Domare: Gabrielle Ariano-Lortie Anna Eskola |

| 1 april 2017 12:00 UTC−4 | Tjeckien | 1–2 (0–0, 0–1, 1–1) | Tyskland | USA Hockey Arena 1 |

|  |                       | Matchsummering |                                        | Åskådare: 496                         |                                       |
|  | Aneta Lédlová (49:40) |                | (34:39) Julia Zorn (58:23) Laura Kluge | Domare: Diana Allen Nikoleta Celárová | Domare: Diana Allen Nikoleta Celárová |

| 1 april 2017 18:00 UTC−4 | Schweiz | 1–2 (0–1, 1–0, 0–1) | Sverige | USA Hockey Arena 2 |

|  |                      | Matchsummering |                                                   | Åskådare: 168                     |                                   |
|  | Nicole Bullo (33:25) |                | (05:24) Hanna Olsson (46:48) (PP2) Lisa Johansson | Domare: Aina Høve Miyuki Nakayama | Domare: Aina Høve Miyuki Nakayama |

| 3 april 2017 12:00 UTC−4 | Tyskland | 2–4 (0–3, 0–0, 2–1) | Schweiz | USA Hockey Arena 1 |

|  |                                                         | Matchsummering |                                                                                           | Åskådare: 404                                  |                                                |
|  | Marie Delarbre (40:23) Anna-Maria Fiegert (55:22) (PP2) |                | (11:22) Lara Stalder (12:00) Alina Müller (15:05) (PP1) Alina Müller (59:08) Alina Müller | Domare: Gabrielle Ariano-Lortie Gabriella Gran | Domare: Gabrielle Ariano-Lortie Gabriella Gran |

| 3 april 2017 18:00 UTC−4 | Sverige | 3–1 (1–1, 2–0, 0–0) | Tjeckien | USA Hockey Arena 2 |

|  |                                                                          | Matchsummering |                                 | Åskådare: 111                     |                                   |
|  | Johanna Fällman (15:48) Johanna Fällman (25:12) (PP1) Fanny Rask (27:59) |                | (10:39) (PP1) Michaela Pejzlová | Domare: Dina Allen Melissa Szkola | Domare: Dina Allen Melissa Szkola |

### Nedflyttningsmatcher (bäst av 3)[4]
| 4 april 2017 12:00 UTC−4 | Schweiz | 2–4 (0–2, 0–1, 2–1) | Tjeckien | USA Hockey Arena 1 |

|  |                                            | Matchsummering |                                                                                              | Åskådare: 355                             |                                           |
|  | Lara Stalder (52:23) Livia Altmann (54:05) |                | (14:29) Tereza Vanišová (18:59) Kateřina Mrázová (30:43) Aneta Lédlová (59:42) Aneta Lédlová | Domare: Nikoleta Celárová Nicole Hertrich | Domare: Nikoleta Celárová Nicole Hertrich |

| 6 april 2017 12:00 UTC−4 | Tjeckien | 2–3 (e.förl.) (0–0, 1–2, 1–0, 0–1) | Schweiz | USA Hockey Arena 1 |

|  |                                                 | Matchsummering |                                                                   | Åskådare: 478                          |                                        |
|  | Tereza Vanišová (28:39) Tereza Vanišová (43:55) |                | (32:59) Nicole Bullo (39:47) Lara Stalder (64:26) Christine Meier | Domare: Nicole Hertrich Melissa Szkola | Domare: Nicole Hertrich Melissa Szkola |

| 7 april 2017 12:00 UTC−4 | Schweiz | 3–1 (2–1, 0–0, 1–0) | Tjeckien | USA Hockey Arena 1 |

|  |                                                                               | Matchsummering |                         | Åskådare: 457                |                              |
|  | Dominique Rüegg (07:01) Alina Müller (09:35) (PP1) Lara Stalder (41:03) (PP1) |                | (11:28) Tereza Vanišová | Domare: Dina Allen Aina Høve | Domare: Dina Allen Aina Høve |

### Slutspel[4]

#### Slutspelsträd
|  | Kvartsfinal | Kvartsfinal | Kvartsfinal |  |  | Semifinal | Semifinal | Semifinal |  |  | Final      | Final         | Final      |
|  |             |             |             |  |  |           |           |           |  |  |            |               |            |
|  |             |             |             |  |  | A1        | USA       | 11        |  |  |            |               |            |
|  | A4          | Ryssland    | 1           |  |  | B1        | Tyskland  | 0         |  |  |            |               |            |
|  | B1          | Tyskland    | 2           |  |  |           |           |           |  |  | A1         | USA (e.förl.) | 3          |
|  |             |             |             |  |  |           |           |           |  |  | A2         | Kanada        | 2          |
|  |             |             |             |  |  | A2        | Kanada    | 4         |  |  |            |               |            |
|  | A3          | Finland     | 4           |  |  | A3        | Finland   | 0         |  |  | Bronsmatch | Bronsmatch    | Bronsmatch |
|  | B2          | Sverige     | 0           |  |  |           |           |           |  |  | B1         | Tyskland      | 0          |
|  |             |             |             |  |  |           |           |           |  |  | A3         | Finland       | 8          |

##### Kvartsfinaler
| 4 april 2017 15:35 UTC−4 | Finland | 4–0 (2–0, 1–0, 1–0) | Sverige | USA Hockey Arena 1 |

|  | | Matchsummering |  | Åskådare: 397                              |                                            |
|  | Sara Säkkinen (04:19) Linda Välimäki (06:55) (PP1) Jenni Hiirikoski (23:03) (PP1) Susanna Tapani (48:53) |                |  | Domare: Dina Allen Gabrielle Ariano-Lortie | Domare: Dina Allen Gabrielle Ariano-Lortie |

| 4 april 2017 19:35 UTC−4 | Ryssland | 1–2 (1–0, 0–1, 0–1) | Tyskland | USA Hockey Arena 1 |

|  |                       | Matchsummering |                                                          | Åskådare: 486                 |                               |
|  | Anna Sjochina (02:36) |                | (34:44) (PP2) Kerstin Spielberger (49:12) Marie Delarbre | Domare: Anna Eskola Aina Høve | Domare: Anna Eskola Aina Høve |

##### Semifinaler
| 6 april 2017 15:35 UTC−4 | Kanada | 4–0 (1–0, 2–0, 1–0) | Finland | USA Hockey Arena 1 |

|  | | Matchsummering |  | Åskådare: 1 166                   |                                   |
|  | Sarah Potomak (17:35) Marie-Philip Poulin (25:08) Rebecca Johnston (27:33) (PP1) Emily Clark (55:31) |                |  | Domare: Dina Allen Gabriella Gran | Domare: Dina Allen Gabriella Gran |

| 6 april 2017 19:35 UTC−4 | USA | 11–0 (2–0, 5–0, 4–0) | Tyskland | USA Hockey Arena 1 |

|  | | Matchsummering |  | Åskådare: 1 872                           |                                           |
|  | Hilary Knight (01:06) Kelli Stack (08:47) Kendall Coyne (22:02) (PP1) Emily Pfalzer (22:38) Jocelyne Lamoureux-Davison (23:24) Kendall Coyne (24:22) Megan Keller (26:15) Amanda Pelkey (44:19) Monique Lamoureux (53:06) Haley Skarupa (54:10) Alexandra Carpenter (59:47) (PP1) |                |  | Domare: Gabrielle Ariano-Lortie Aina Høve | Domare: Gabrielle Ariano-Lortie Aina Høve |

##### Match om 5:e plats
| 6 april 2017 17:00 UTC−4 | Ryssland | 4–3 (e.str) (0–1, 0–1, 3–1, 0–0 1–0) | Sverige | USA Hockey Arena 2 |

|  |                                                                                                | Matchsummering |                                                                                      | Åskådare: 102                               |                                             |
|  | Ljudmila Beljakova (42:30) Fanuza Kadirova (50:47) Olga Sosina (53:48) Fanuza Kadirova (70:00) |                | (17:07) Johanna Fällman (20:42) (PP2) Johanna Fällman (57:52) (PP1) Pernilla Winberg | Domare: Nikoleta Celárová Drahomira Fialova | Domare: Nikoleta Celárová Drahomira Fialova |

##### Bronsmatch
| 7 april 2017 15:35 UTC−4 | Finland | 8–0 (3–0, 5–0, 0–0) | Tyskland | USA Hockey Arena 1 |

|  | | Matchsummering |  | Åskådare: 836                                  |                                                |
|  | Petra Nieminen (00:53) Ronja Savolainen (16:17) Venla Hovi (17:30) (BP1) Jenni Hiirikoski (21:42) (PP1) Noora Tulus (29:08) Saana Valkama (31:15) Petra Nieminen (35:15) Mira Jalosuo (39:42) |                |  | Domare: Gabrielle Ariano-Lortie Melissa Szkola | Domare: Gabrielle Ariano-Lortie Melissa Szkola |

##### Final
| 7 april 2017 19:35 UTC−4 | USA | 3–2 (e.förl.) (1–1, 0–0, 1–1, 1–0) | Kanada | USA Hockey Arena 1 |

|  |                                                                   | Matchsummering |                                                    | Åskådare: 3 917                    |                                    |
|  | Kacey Bellamy (04:34) Kacey Bellamy (40:42) Hilary Knight (70:17) |                | (01:01) Meghan Agosta (49:44) (PP1) Brianne Jenner | Domare: Anna Eskola Gabriella Gran | Domare: Anna Eskola Gabriella Gran |

### Slutställning
| Toppdivisionen 2017 | Toppdivisionen 2017 |
| ------------------- | ------------------- |
| 1                   | USA                 |
| 2                   | Kanada              |
| 3                   | Finland             |
| 4                   | Tyskland            |
| 5                   | Ryssland            |
| 6                   | Sverige             |
| 7                   | Schweiz             |
| 8                   | Tjeckien1           |

| Nedflyttat till division I grupp A |

1 Ej nedflyttat eftersom toppdivisionen inför VM 2019 utökades till tio lag.

## Division I

### Grupp A
Turneringen spelades i Graz, Österrike under perioden 15–21 april 2017.

#### Deltagande lag
- Japan – nedflyttat från Toppdivisionen, 2016
- Frankrike
- Österrike
- Danmark
- Norge
- Ungern – uppflyttat från division I grupp B 2016

#### Sluttabell[6]
| Lag        | S | V | ÖV | ÖF | F | GM | IM | MS  | P  |
| ---------- | - | - | -- | -- | - | -- | -- | --- | -- |
| Japan      | 5 | 5 | 0  | 0  | 0 | 17 | 4  | +13 | 15 |
| Österrike  | 5 | 4 | 0  | 0  | 1 | 20 | 12 | +8  | 12 |
| Norge1     | 5 | 2 | 0  | 0  | 3 | 17 | 14 | +3  | 6  |
| Danmark1   | 5 | 2 | 0  | 0  | 3 | 5  | 12 | −7  | 6  |
| Ungern1    | 5 | 2 | 0  | 0  | 3 | 5  | 11 | −6  | 6  |
| Frankrike2 | 5 | 0 | 0  | 0  | 5 | 1  | 12 | −11 | 0  |

1 Inbördes möten: 1) Norge 3 P +4 MS, 2) Danmark 3 P 0 MS, 3) Ungern 3 P –4 MS. 
2 Ej nedflyttat eftersom toppdivisionen inför VM 2019 utökades till tio lag.
| Uppflyttat till toppdivisionen | Nedflyttat till division I grupp B |

### Grupp B
Turneringen spelades i Katowice, Polen under perioden 8–14 april 2017.

#### Deltagande lag
- Slovakien – nedflyttat från Division I, grupp A, 2016
- Kina
- Italien
- Kazakstan
- Lettland
- Polen – uppflyttat från division II grupp A 2016

#### Sluttabell[7]
| Lag       | S | V | ÖV | ÖF | F | GM | IM | MS  | P  |
| --------- | - | - | -- | -- | - | -- | -- | --- | -- |
| Slovakien | 5 | 4 | 0  | 0  | 1 | 22 | 9  | +13 | 12 |
| Kazakstan | 5 | 3 | 0  | 1  | 1 | 11 | 10 | +1  | 10 |
| Lettland  | 5 | 3 | 0  | 0  | 2 | 13 | 17 | −4  | 9  |
| Kina      | 5 | 2 | 1  | 0  | 2 | 13 | 6  | +7  | 8  |
| Italien   | 5 | 1 | 0  | 1  | 3 | 8  | 12 | −4  | 4  |
| Polen1    | 5 | 0 | 1  | 0  | 4 | 11 | 24 | −13 | 2  |

1 Ej nedflyttat eftersom toppdivisionen inför VM 2019 utökades till tio lag.
| Uppflyttat till division I grupp A | Nedflyttat till division II grupp A |

## Division II

### Grupp A
Turneringen spelades i Gangneung, Sydkorea under perioden 2–8 april 2017.

#### Deltagande lag
- Nederländerna – nedflyttat från Division I, grupp B, 2016
- Storbritannien
- Nordkorea
- Slovenien
- Sydkorea
- Australien – uppflyttat från division II grupp B 2016

#### Sluttabell[8]
| Lag            | S | V | ÖV | ÖF | F | GM | IM | MS  | P  |
| -------------- | - | - | -- | -- | - | -- | -- | --- | -- |
| Sydkorea       | 5 | 5 | 0  | 0  | 0 | 21 | 3  | +18 | 15 |
| Nederländerna  | 5 | 4 | 0  | 0  | 1 | 17 | 10 | +7  | 12 |
| Storbritannien | 5 | 2 | 0  | 1  | 2 | 20 | 16 | +4  | 7  |
| Nordkorea      | 5 | 1 | 1  | 0  | 3 | 10 | 13 | −3  | 5  |
| Slovenien      | 5 | 1 | 0  | 0  | 4 | 9  | 22 | −13 | 3  |
| Australien1    | 5 | 1 | 0  | 0  | 4 | 7  | 20 | −13 | 3  |

1 Ej nedflyttat eftersom toppdivisionen inför VM 2019 utökades till tio lag.
| Uppflyttat till division I grupp B | Nedflyttat till division II grupp B |

### Grupp B
Turneringen spelades i Reykjavik, Island under perioden 27 februari–5 mars 2017.

#### Deltagande lag
- Spanien
- Island
- Mexiko
- Nya Zeeland
- Rumänien – uppflyttat från division II B-kval 2016
- Turkiet – uppflyttat från division II B-kval 2016 på grund av Kroatiens återbud

#### Sluttabell[9]
| Lag         | S | V | ÖV | ÖF | F | GM | IM | MS  | P  |
| ----------- | - | - | -- | -- | - | -- | -- | --- | -- |
| Mexiko      | 5 | 4 | 0  | 0  | 1 | 19 | 9  | +10 | 12 |
| Spanien     | 5 | 3 | 1  | 0  | 1 | 26 | 7  | +19 | 11 |
| Nya Zeeland | 5 | 3 | 0  | 1  | 1 | 20 | 13 | +7  | 10 |
| Island      | 5 | 2 | 0  | 0  | 3 | 19 | 13 | +6  | 6  |
| Turkiet     | 5 | 2 | 0  | 0  | 3 | 15 | 31 | −16 | 6  |
| Rumänien1   | 5 | 0 | 0  | 0  | 5 | 10 | 36 | −26 | 0  |

1 Ej nedflyttat eftersom toppdivisionen inför VM 2019 utökades till tio lag.
| Uppflyttat till division II grupp A | Nedflyttat till kval till division II grupp B-kval |

### Grupp B-kval
Turneringen spelades i Taipei, Taiwan under perioden 12–17 december 2016.

#### Deltagande lag
- Belgien
- Bulgarien
- Hongkong
- Kinesiska Taipei
- Sydafrika

#### Sluttabell[10]
| Lag              | S | V | ÖV | ÖF | F | GM | IM | MS  | P  |
| ---------------- | - | - | -- | -- | - | -- | -- | --- | -- |
| Kinesiska Taipei | 4 | 4 | 0  | 0  | 0 | 32 | 3  | +29 | 12 |
| Belgien          | 4 | 3 | 0  | 0  | 1 | 22 | 3  | +19 | 9  |
| Sydafrika        | 4 | 2 | 0  | 0  | 2 | 22 | 15 | +7  | 6  |
| Bulgarien        | 4 | 1 | 0  | 0  | 3 | 6  | 32 | −26 | 3  |
| Hongkong         | 4 | 0 | 0  | 0  | 4 | 3  | 32 | −29 | 0  |

| Uppflyttat till division II grupp B |

### Fotnoter
1. 1 2  ”Plymouth gets Women’s Worlds”. IIHF. http://www.iihf.com/home-of-hockey/news/news-singleview/?tx_ttnews%5Btt_news%5D=10418&cHash=bd3d82c4d85367163b66b25414940439. Läst 2 april 2016.
2. ↑  ”Klart: USA:s damer spelar hockey-VM”. Aftonbladet. http://www.aftonbladet.se/sportbladet/hockey/a/j5yV9/klart-usas-damer-spelar-hockey-vm. Läst 1 april 2017.
3. ↑  ”Historisk hockeyseger: ”Känns riktigt bra””. Aftonbladet. http://www.aftonbladet.se/sportbladet/a/xon8V/historisk-hockeyseger-kanns-riktigt-bra. Läst 2 april 2017.
4. 1 2 3  ”Games”. IIHF. Arkiverad från originalet den 26 mars 2017. https://web.archive.org/web/20170326090634/http://www.worldwomen2017.com/en/games/. Läst 27 mars 2017.
5. ↑  ”Fler lag i damernas VM”. Aftonbladet. http://www.aftonbladet.se/senastenytt/ttsport/sport/article24868241.ab. Läst 21 maj 2017.
6. ↑  ”2017 IIHF Women's World Championship Division I A”. IIHF. http://stats.iihf.com/Hydra/605/IHW605200_76_16_0.pdf. Läst 21 april 2017.
7. ↑  ”2017 IIHF Women's World Championship Division I B”. IIHF. http://stats.iihf.com/Hydra/606/IHW606200_76_15_0.pdf. Läst 14 april 2017.
8. ↑  ”2017 IIHF Women's World Championship Division II A”. IIHF. http://stats.iihf.com/Hydra/607/IHW607200_76_14_0.pdf. Läst 8 april 2017.
9. ↑  ”2017 IIHF Women's World Championship Division II B”. IIHF. http://stats.iihf.com/Hydra/616/IHW616000_FINAL_RANKING_1_0.pdf. Läst 27 mars 2017.
10. ↑  ”2017 IIHF Women's World Championship Division II B Qualification”. IIHF. http://stats.iihf.com/Hydra/609/IHW609000_FINAL_RANKING_1_0.pdf. Läst 12 januari 2017.